# الدریس
اد دیرس در عربستان سعودی است که در استان مکه واقع شده‌است.